# Alternaria geophila
Alternaria geophila är en svampart som beskrevs av Dasz. 1912. Alternaria geophila ingår i släktet Alternaria och familjen Pleosporaceae.   Inga underarter finns listade i Catalogue of Life.